# Singapur na Letnich Igrzyskach Olimpijskich 1972
Singapur na Letnich Igrzyskach Olimpijskich 1972 nie zdobył żadnego medalu.

## Reprezentanci

### Boks
Mężczyźni
- Syed Abdul Kadir - waga ekstralekka - 9. miejsce

### Lekkoatletyka
Mężczyźni
- Yeo Kian Chye

100 metrów - odpadł w eliminacjach
200 metrów - odpadł w eliminacjach
- P. C. Suppiah

5000 metrów - odpadł w eliminacjach
10 000 metrów - odpadł w eliminacjach
- Nor Hamid - skok wzwyż - 33. miejsce

### Pływanie
Mężczyźni
- Roy Chan

100 metrów st. motylkowym - odpadł w eliminacjach
200 metrów st. motylkowym - odpadł w eliminacjach
200 metrów st. zmiennym - odpadł w eliminacjach
Kobiety
- Pat Chan

100 metrów st. grzbietowym - odpadła w eliminacjach
200 metrów st. grzbietowym - odpadła w eliminacjach
- Tay Chin Joo - 100 metrów st. motylkowym - odpadła w eliminacjach